# Manbuta agenor
Manbuta agenor är en fjärilsart som beskrevs av William Schaus 1914. Manbuta agenor ingår i släktet Manbuta och familjen nattflyn. Inga underarter finns listade i Catalogue of Life.